# Tivoli, Köpenhamn

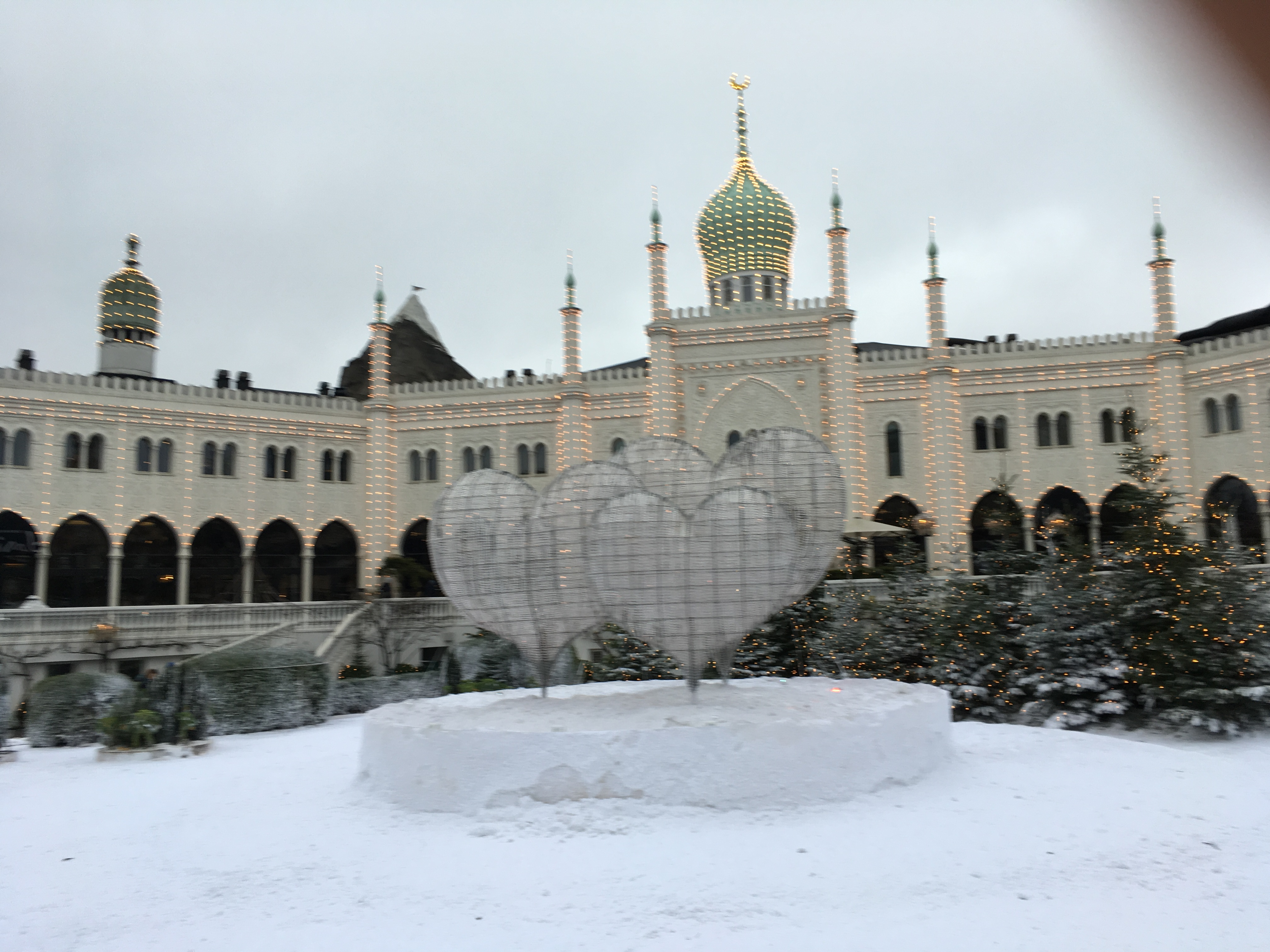
Nimb hotel och rutschebanen den 15 december 2018

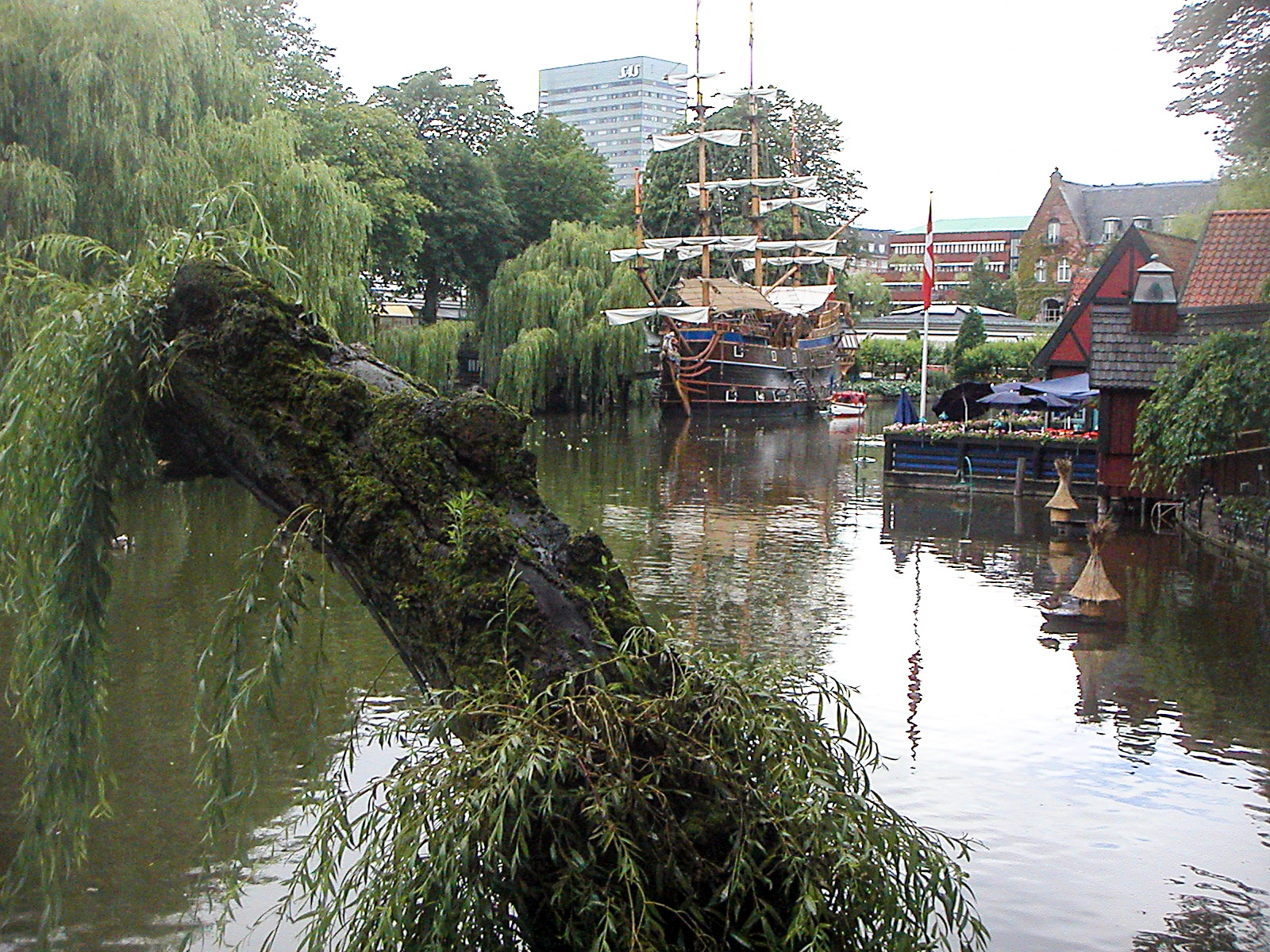
En del av Tivolis parkmiljö.

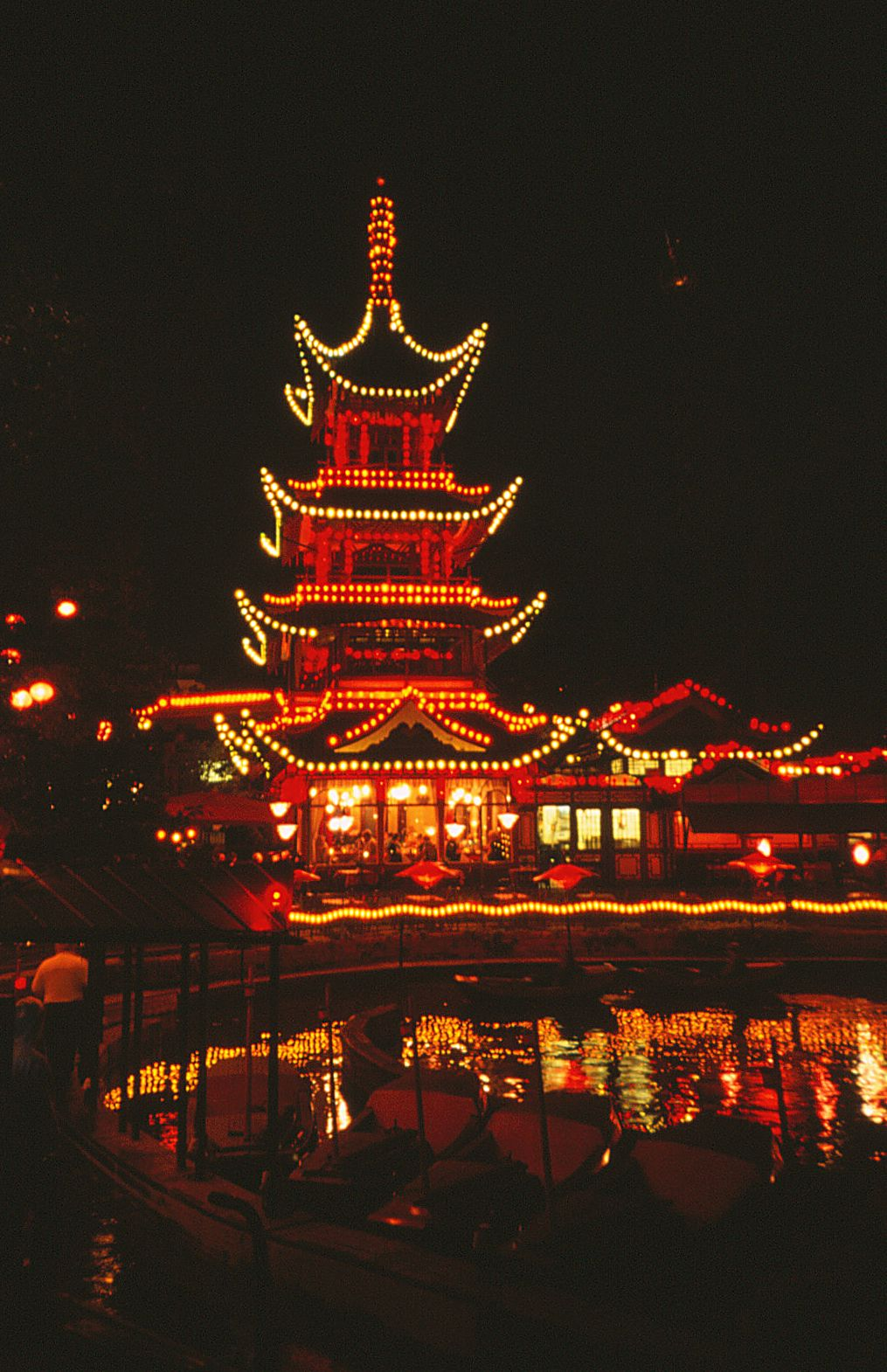
Det japanske Taarn, 2006

Tivoli är en nöjespark i centrala Köpenhamn, vilken ligger mittemot centralstationen.

## Historik
Parken grundades år 1843 (invigningen skedde den 15 augusti) av journalisten Georg Carstensen och har med sin blandning av parkmiljö, konsertsal, restaurangutbud, åkattraktioner och uppträdanden utgjort förebild för andra nöjesparker som t.ex.  Liseberg i Göteborg. Med över fyra miljoner besökare årligen är Tivoli Danmarks främsta turistmål (3,7 miljoner 2010; varav cirka 3/4 sommartid och 1/4 under jultiden). Nöjesparken är Skandinaviens största, sett till antalet årliga besökare.[källa behövs]
När man anlade parken lät man sig inspireras av Tivoliparken i Paris och Vauxhallparken i London och därför kallades parken för Tivoli & Vauxhall, vilken sedermera blivit nedkortat till Tivoli. Tivoli har även blivit ett annat ord för nöjespark i allmänhet.
På Tivoli finns tre berg- och dalbanor. Den äldsta och mest populära attraktionen på Tivoli är Rutschebanen, en av världens äldsta ännu fungerande berg- och dalbanor, byggd 1914. Över en miljon passagerare upplever årligen denna klassiska åktur. 
En annan spektakulär attraktion är karusellen "The Star Flyer", där man sitter i gungor 80 meter upp i luften med utsikt över Köpenhamn och Öresundsbron.

## Åkattraktioner
Tivoli har 25 olika åkattraktioner.

### De Vilda
- Det gyldne Tårn - Fritt fall
- Dragen -
- Dæmonen - Modern berg- och dalbana med tre loopar
- Himmelskibet - 100 meter hög slänggunga
- Monsunen - Flygande matta
- Snurretoppen -
- Vertigo -

### Barn/familj
- Ballongyngen
- Den flyvende Kuffert
- Galejen
- Linie 8
- Minen
- Radiobilerne
- Rutschebanen
- Det store Ur
- Den lille Flyver
- Dragebådene
- Dyrekarussellen
- Fyrtårnet
- Karavanen
- Nautia
- Pandaen
- Skærsilden
- Tempeltårnet
- Veteranbilerne